# Welterbe in Tuvalu
Der Inselstaat Tuvalu im Südpazifik ist der Welterbekonvention 2023 beigetreten. Bislang (Stand 2024) wurde noch keine Stätte in Tuvalu in das UNESCO-Welterbe aufgenommen.

## Tentativliste
In der Tentativliste sind die Stätten eingetragen, die für eine Nominierung zur Aufnahme in die Welterbeliste vorgesehen sind. Derzeit (2024) ist eine Stätte in der Tentativliste von Tuvalu eingetragen. Die folgende Tabelle listet die Stätten in chronologischer Reihenfolge nach dem Jahr ihrer Aufnahme in die Tentativliste (K – Kulturerbe, N – Naturerbe, K/N – gemischt).
| Bild                                                         | Bezeichnung                                                  | Jahr | Typ | Ref. | Beschreibung           |
| ------------------------------------------------------------ | ------------------------------------------------------------ | ---- | --- | ---- | ---------------------- |
| Die Kulturlandschaft der Pazifischen Atoll-Inseln von Tuvalu | Die Kulturlandschaft der Pazifischen Atoll-Inseln von Tuvalu | 2024 | K   | 6707 | beinhaltet neun Inseln |